# 동아타이어
동아타이어는 자동차용 튜브, 타이어를 주력으로 생산하는 자동차부품 제조업체였다. 코스피 상장기업이며, 코스피200 구성종목이기도 하다.

## 사업
동아타이어는 타이어제품을 주로 생산하는 단일 생산구조를 가진다. 축전지는 자회사를 통해서 제작하고, 동아타이어는 판매를 중개하는 역할을 한다.
자동차용 튜브류를 생산하는 사업은 노동집약적이기 때문에 저임금 개발도상국과의 경쟁이 치열하다. 주력 품목인 자동차용 튜브의 경쟁업체로는 넥센타이어가 있다.
매출구성은 전량 자동차용 고무제품과 축전지로 이루어지며 각각의 비중은 대략 5:3 정도 된다.